# 美男堂の事件手帳
『美男堂の事件手帳』（びなんどうのじけんてちょう、韓国題：미남당、Cafe Minamdang）は、2022年6月27日から同年8月23日まで、韓国KBS2で月火ドラマとして全18話が放送されたミステリーコメディドラマ。全18話。
日本ではNetflixで日本語字幕版が独占配信されている。
日本語字幕付き全話収録のDVDボックスが発売されている。

## あらすじ
元プロファイラーのナム・ハンジュンは人気の男巫（パクス）として、自らがオーナーを務める「カフェ美男堂」で客の様々な悩みを解決している。だがそれは巫堂（ムーダン）としての超常能力ではなく、口八丁の話術とハッキングした顧客の個人情報を基にしているものだ。
女性刑事ハン・ジェヒは「美男堂」を、でまかせで客から高額な報酬を巻き上げている詐欺集団と疑い、ハンジュンの身辺を探り始める。
しかしハンジュンが巫堂をする本当の目的は、3年前に起きた親友の殺害事件の真相を暴くことだった。
ナム・ハンジュン、妹の天才ハッカー・ヘジュン、後輩の元刑事・スチョル、アルバイト店員のナダンの四人は、ジェヒ刑事やチャ・ドウォン検事と時にぶつかり合い、時に協力しながら事件を追う。

## 登場人物

### カフェ美男堂（ミナムダン）
- ナム・ハンジュン：ソ・イングク

ナム導士と呼ばれる男巫（パクス）。通称「ヨンヘ洞の奇跡」。神楽鈴と扇子を常に携帯している。「カフェ美男堂」の経営者。
元警衛（日本でいう警部補）でプロファイラー。証拠偽造の冤罪を受け、服役させられていた。親友のジェジュンを殺し、自分とスチョルに濡れ衣を着せた真犯人を追っている。
- ナム・へジュン：カン・ミナ

ハンジュンの妹。元国家情報院の天才的なハッカー。
- コン・スチョル：クァク・シヤン

「カフェ美男堂」のバリスタ。元強力班刑事で、美男堂の筋肉担当。
- チョ・ナダン：ペク・ソフ

「カフェ美男堂」のホール係。

### 警察関係者
- ハン・ジェヒ警衛：オ・ヨンソ

テウン警察署強力7班の班長。人間離れした格闘能力と威圧感で「ハン鬼」の異名を持つ女性刑事。
故ハン・ジェジュンの妹。少女時代にハンジュンから柔道を習っていた。
- チャン刑事：チョン・マンシク

テウン警察署強力7班のベテラン刑事。部下をかばって左遷される前は広域捜査隊のエースだった。
- キム刑事：ホ・ジェホ

テウン警察署強力7班の刑事。老け顔の自称20代。
- ナ・グァンテ刑事：チョン・ハジュン

テウン警察署強力7班の新入り。
- キム・チョルグン署長：チョン・ウンピョ

テウン警察署の所長。
- チャ・ドウォン検事：クォン・スヒョン

西部地検刑事部の検事。正義感に溢れ、相手が身内であっても不正を追及する好漢。チェガングループの末息子。
- チョン・チョンギ：クォン・ヒョク

警察庁聴聞監査官。事件の証拠を捏造してナム・ハンジュンを逮捕させた内部調査官。

### 芸能事務所「ジョイス・エンターテインメント」関係者
- パク・ジンサン：ペク・スンイク

ジョイスエンターの理事。素行が悪く高慢。大のパーティー好きで、通称は「BIG・ジンサン」。
チェガン損害保険の会長パク・ドンギの3男。後にナム導師に心酔するようになる。
- ク・テス：ウォン・ヒョンジュン

ジョイスエンターの理事だが、組織図に名前のない人物。

### VIP共同体
- チャ・スンウォン：イ・ジェウン

チェガン建設の代表で、チェガングループの後継者と目されている。チャ・ドウォン検事の兄。
- イ・ミョンジュン：パク・ドンミン

真保守党の政治家。イム伯母の呪詛によって対立候補が死亡し、シンミョン市長に当選した。ジョイスエンターに投資して巨額の配当金を受けた。
- パク・ドンギ：キム・ビョンスン

チェガン損害保険の会長。パク・ジンサンの父。ジョイスエンターに投資して巨額の配当金を受けた。
- ナム・ピルグ：チャ・ゴンウ

大検察庁部長。ジョイスエンターに投資して巨額の配当金を受けた。
パク・ドンギのゴルフ仲間。
- パク・ジョンヒョン：ユン・ヨンギル

真保守党の国会議員。ジョイスエンターに投資して巨額の配当金を受けた。
警察庁長と婚戚関係にあり、様々な事件のもみ消しを依頼していた。
- イ・テシク

ク・テスの弁護士。ナム・ピルグの元同僚。
- イム伯母（ゴモ）：チョン・ダウン

政財界の上位1％を顧客とする巫堂。「神母（シンモ）」と呼ばれる。

### 犯罪者
- シン・ギョンホ：キム・ウォンシク

イ・ミンギョンの夫。S&Hグループの副会長。薬物依存症の粗暴な人物。
- チョン・ギルチョン

高利貸チョムン派の室長。首にあざのあるくせ毛の男。
ジョイスエンターの練習生や借金のあるネット配信者を、海外遠征賭博と未成年による性接待に利用する実行犯。
- チェ・ヨンソプ:チャン・ヒョクジン

ハン・ジェジュン殺害の容疑者。
- コプリ

連続殺人犯。犠牲者にベンゼンをかけて燃やしながらコプリを解く儀式を行う。左手首に古い火傷の跡がある。
「コ」は結び、「プリ」は解くを意味し、死者を清める儀式で用いられるねじって結んだ帯状の布のこと。

### その他
- ハン・ジェジュン検事：ソン・ジェリム

故人。ジェヒの兄で、ハンジュンの親友。連続殺人犯コプリによって殺害された。
- キム勧士（クォンサ）：パク・ミョンシン

ハンジュンとヘジュンの母親。敬虔なクリスチャン。
- イ・ミンギョン：ファンウ・スルヘ

美男堂のVIP顧客。MKノーブルホテルの女性代表。ハンジュンに心酔し、熱烈な求愛を続けている。

## スタッフ
- 監督・演出：コ・ジェヒョン
- 脚本：パク・ヘジン
- 主題歌(OP曲)：「The dance of Minamdang」（Gonia＆ユ・テピョンヤン）